# Cerkiew Zaśnięcia Matki Bożej w Kolemczycach
Cerkiew Zaśnięcia Matki Bożej – unicka, a następnie prawosławna cerkiew w Kolemczycach.
Cerkiew unicka w Kolemczycach istniała w 1846. Nosiła wówczas wezwanie Wniebowzięcia Najświętszej Maryi Panny, była to drewniana budowla z dzwonnicą. W 1875, po likwidacji unickiej diecezji chełmskiej, parafia kolemczycka została przymusowo przyłączona do eparchii warszawskiej Rosyjskiego Kościoła Prawosławnego. W 1915 miejscowa ludność prawosławna udała się na bieżeństwo. Z porzuconej w latach 1915–1918 cerkwi skradziono wówczas dzwony.
W II Rzeczypospolitej cerkiew nie została udostępniona wiernym, chociaż miejscowa społeczność prawosławna, stanowiąca we wsi większość, ubiegała się o jej otwarcie, a jej starania popierał metropolita warszawski i całej Polski Dionizy.
Cerkiew została zniszczona w czasie akcji rewindykacji cerkwi prawosławnych w 1938.